# Le Lézard noir (maison d'édition)
Pour les articles homonymes, voir Le Lézard noir.
Le Lézard noir est une marque de maison d’édition française appartenant à la société Ars Regia, fondée en 2004 par Stéphane Duval. 
Le Petit Lézard est la collection jeunesse du Lézard Noir.

## Historique
En 2003, Stéphane Duval, un ancien disquaire et créateur de la maison d'édition l’Île verte en 1997 rencontre le mangaka Suehiro Maruo au Japon. Ce dernier se réclame du mouvement de l’ero guro, qui combine l'érotisme à des éléments macabres et grotesques. Stéphane Duval fonde ensuite la maison d'édition Le Lézard noir en 2004, nommée d'après l'œuvre Kuro-tokage (黒蜥蜴, litt. « Lézard noir ») d'Edogawa Ranpo, fondateur du mouvement ero guro. La ligne d'édition est celle du manga d'horreur, avec la traduction en français d'œuvres japonaises.
En 2007, Stéphane Duval crée les éditions Petit Lézard, pour élargir l'offre à la littérature jeunesse. Elles éditent des œuvres d'auteurs japonais, scandinaves et français.
La ligne éditoriale du Lézard noir est initialement axée sur les œuvres « mauvais genre », entre le romantisme noir et l'horrifique. En 2015, la maison d'édition commence à viser un public plus large avec Chiisakobé, puis  La Cantine de minuit en 2017 ; les mangas édités correspondent aux goûts du moment de Stéphane Duval.
En 2019, l'éditeur se lance dans la production originale de manga avec l'adaptation par Agnès Hostache du roman Nagasaki d'Éric Faye.

## Collection Le Lézard noir
- Eiko de Akino Kondoh
- Exercices d'automne de Suehiro Maruo et Leonard Koren
- Le Vagabond de Tokyo - Résidence Dokudami de Takashi Fukutani
- Mutant Hanako de Makoto Aida
- Prisonnière de l'Armée rouge de Romain Slocombe
- Shojo Tsubaki soundtrack CD de Suehiro Maruo et J. A. Seazer
- Vampyre I de Suehiro Maruo
- Vampyre II de Suehiro Maruo
- Ryuko de Eldo Yoshimizu, traduction : Miyako Slocombe
- Yume no Q-Saku de Suehiro Maruo
- Tonoharu de Lars Martinson
- La Chenille de Suehiro Maruo
- La maison aux insectes de Kazuo Umezu
- Chiisakobé de Minetarō Mochizuki
- Orochi de Kazuo Umezu
- Mauvaise herbe de Keigo Shinzō
- Hirayasumi de Keigo Shinzō

## Collection Le petit Lezard
- Le Livre de cuisine des Moomins de Sami Malila et Tove Jansson
- Moomin et les brigands - les aventures de Moomin, vol. 1 de Tove Jansson
- Moomin et la mer - les aventures de Moomin, vol. 2 de Tove Jansson
- Moomin et la comète - les aventures de Moomin, vol. 3 de Tove Jansson

## Prix et récompenses
- 2008 : Prix du patrimoine, Festival d'Angoulême 2008 - Moomin et les brigands de Tove Jansson[3]
- 2018 : Prix du patrimoine, Festival d'Angoulême 2018 - Je suis Shingo, Tome 1 de Kazuo Umezu[6]
- 2020 : Prix Jeune adulte, Festival d'Angoulême 2020 - Le Tigre des neiges, Tome 4 d’Akiko Higashimura[6]